# Moumi Ngamaleu
Moumi Nicolas Brice Ngamaleu (Iaundé, 9 de julho de 1994) é um futebolista camaronês que atua como meio-campo. Atualmente joga pelo Dínamo de Moscou.

## Carreira

### Coton Sport
Moumi Ngamaleu se profissionalizou no Coton Sport, de Garoua, em 2013.

## Seleção
Moumi Ngamaleu integrou a Seleção Camaronesa de Futebol na Copa das Confederações FIFA de 2017, na Rússia.